# Diskrete Mathematik
Die Diskrete Mathematik als Teilgebiet der Mathematik befasst sich mit mathematischen Operationen auf endlichen oder höchstens abzählbar unendlichen Mengen, also mit diskreten mathematischen Fragestellungen. Im Gegensatz zu Gebieten wie der Analysis, die sich mit kontinuierlichen Funktionen oder Kurven auf nicht abzählbaren, unendlichen Mengen beschäftigt, spielt die Stetigkeit in der Diskreten Mathematik keine Rolle.
Die in der Diskreten Mathematik vertretenen Gebiete (wie etwa die Zahlentheorie oder die Graphentheorie) sind zum Teil schon recht alt, aber die Diskrete Mathematik stand lange im Schatten der „kontinuierlichen“ Mathematik, die seit der Entwicklung der Infinitesimalrechnung durch ihre vielfältigen Anwendungen in den Naturwissenschaften (insbesondere der Physik) in den Mittelpunkt des Interesses getreten ist. Erst im 20. Jahrhundert entstand durch die Möglichkeit der raschen digitalen Datenverarbeitung durch Computer (die naturbedingt mit diskreten Zuständen arbeiten) eine Vielzahl neuer Anwendungen der Diskreten Mathematik. Gleichzeitig gab es eine rasante Entwicklung der Diskreten Mathematik, die in großem Maße durch Fragestellungen im Zusammenhang mit dem Computer (Algorithmen, theoretische Informatik usw.) vorangetrieben wurde.
Ein Beispiel für ein Gebiet, das am Schnittpunkt von Analysis und Diskreter Mathematik liegt, ist die numerische Mathematik, die sich mit der Approximation kontinuierlicher durch diskrete Größen beschäftigt sowie mit der Abschätzung (und Minimierung) dabei auftretender Fehler.

## Kerngebiete
Zu den Kerngebieten der Diskreten Mathematik zählen:
- Kombinatorik einschließlich Kombinatorik auf Wörtern
- Zahlentheorie
- Kodierungstheorie
- Graphentheorie
- Spieltheorie
- Kryptographie
- Informationstheorie

Darüber hinaus hat die Diskrete Mathematik in folgenden Gebieten zusätzliche Beiträge geliefert:
- Weitere Beiträge der Numerik zur Verbesserung des diskreten Rechnens lassen sich auf den Gebieten der linearen und Diskreten Optimierung (die über kombinatorische Aufgaben hinausgeht) finden,
- die Diskrete Mathematik hat viele Berührungspunkte mit der Algebra und der mathematischen Logik,
- in der Geometrie gibt es das Teilgebiet der Diskreten Geometrie, die sich bspw. mit Parkettierungen der euklidischen Ebene befasst,
- in der Berechenbarkeitstheorie, die ein Teilgebiet der theoretischen Informatik ist, benötigt man endliche Automaten, die in der Diskreten Mathematik untersucht werden.

## Wissenschaftspreis
Die Fachgruppe Diskrete Mathematik der Deutschen Mathematiker-Vereinigung vergibt im Zwei-Jahres-Rhythmus den nach dem deutschen Mathematiker Richard Rado benannten Richard-Rado-Preis für die beste Dissertation in Diskreter Mathematik.